# Beleriand
Beleriand egy régió J. R. R. Tolkien legendáriumában, és A szilmarilok című művében a cselekmény színhelye. Középfölde nyugati részén helyezkedik el. Beleriand szolgál az Elveszett mesék könyve című regény helyszínéül is. A régió a Tolkien legendáriumának történelme szerinti első korszakban létezett (Első Kor), azonban A szilmarilok cselekményének alapját képező háború végső csatájában elpusztult és Ilúvatar elsüllyesztette a tenger alá.

## Birodalmak Beleriand területén

### Doriath
Doriath egy hely a J.R.R. Tolkien alkotta Középföldén.
Neve sinda nyelven annyit tesz: kerítések földje. Beleriand nagy sinda királysága, melyet az első kor elején alapított Thingol és Melian. Beleriand első háborúit követően Melian megszőtte Melian övét, hogy védelmezze Neldorethet, Regiont és Nivrimet, Doriath belső területeit. Thingol külső területeket is magáénak vallott, például Brethilt és Dimbart.

### Gondolin
Gondolin a Tündék egy titkos városa volt Beleriand északi területén. A szilmarilok története szerint egy vala, Ulmo, a Víz Ura, álom formájában fedte fel Turgon előtt Tumladen völgyének helyszínét. Az angyali segítség hatására Turgon királyságából Nevrastba utazott és megtalálta a völgyet. Az Echoriathon, azaz a Környező Hegységen belül, Dorthoniontól éppen nyugatra és a Sirion folyótól keletre egy kör alakú puszta terült el, melynek minden oldalán meredek fal állt, és délnyugatra egy vízmosás és egy kivezető alagút, a Rejtett Út helyezkedett el.
A völgy közepén egy meredek domb állt, melynek neve Amon Gwareth, a "Figyelés Hegye" volt. Úgy döntött Turgon, hogy egy hatalmas várost alapít itt a valinori Tirion városa nyomán, amelyet a noldák elhagytak, amikor száműzetésbe vonultak. A várost a tervek szerint a hegyek megvédték és elrejtették volna Morgothtól, a Sötét Úrtól.
Turgon és népe Gondolint titokban építették. Miután elkészültek vele, Turgon az népének összes tagját magával hozta Nevrastból, hogy a rejtett városban éljenek.

### Nargothrond
Nargothrond Finrod Felagund király birodalma, amelyeket a Magas Faroth barlangjaiba vájt Ulmo tanácsára. Az ötletet Menegroth adta neki. Kapuja egy szurdokban volt, a Sirion folyó mögött, amire nem építettek hidat.
Finrod Felagund alatt élte virágkorát. Ekkor harcosai ellenőrizték a Talath Dirnent, az Őrzött Síkságot. Felagund jó barátságot ápolt Nogrod és Belegost törpjeivel. Felagund a Nirnaeth Aernoediad előtt azonban meghalt, így Orodreth, Felagund öccse Nargothrond királyává lépett elő. Ő nem segített Beleriand többi tündéjén, amiként Felagund tette. Nem volt hajlandó segíteni Dor-Cúarthol urain, Túrin Turambaron és Beleg Cúthailonon, de Túrin végül is eljutott Nargothrondba, és átvette az ellenőrzést a hadsereg felett, és összecsapott Morgoth erőivel. Ezután Morgoth Glaurung, a Sárkányok Apja vezetésével sereget küldött Nargothrond ellen. Orodrethet levágták, Nargothrond hadait szétkergették, és Túrinra Glaurung varázslatot bocsátott, és elrabolta Nargothrond kincseit.